# Teschio di cristallo

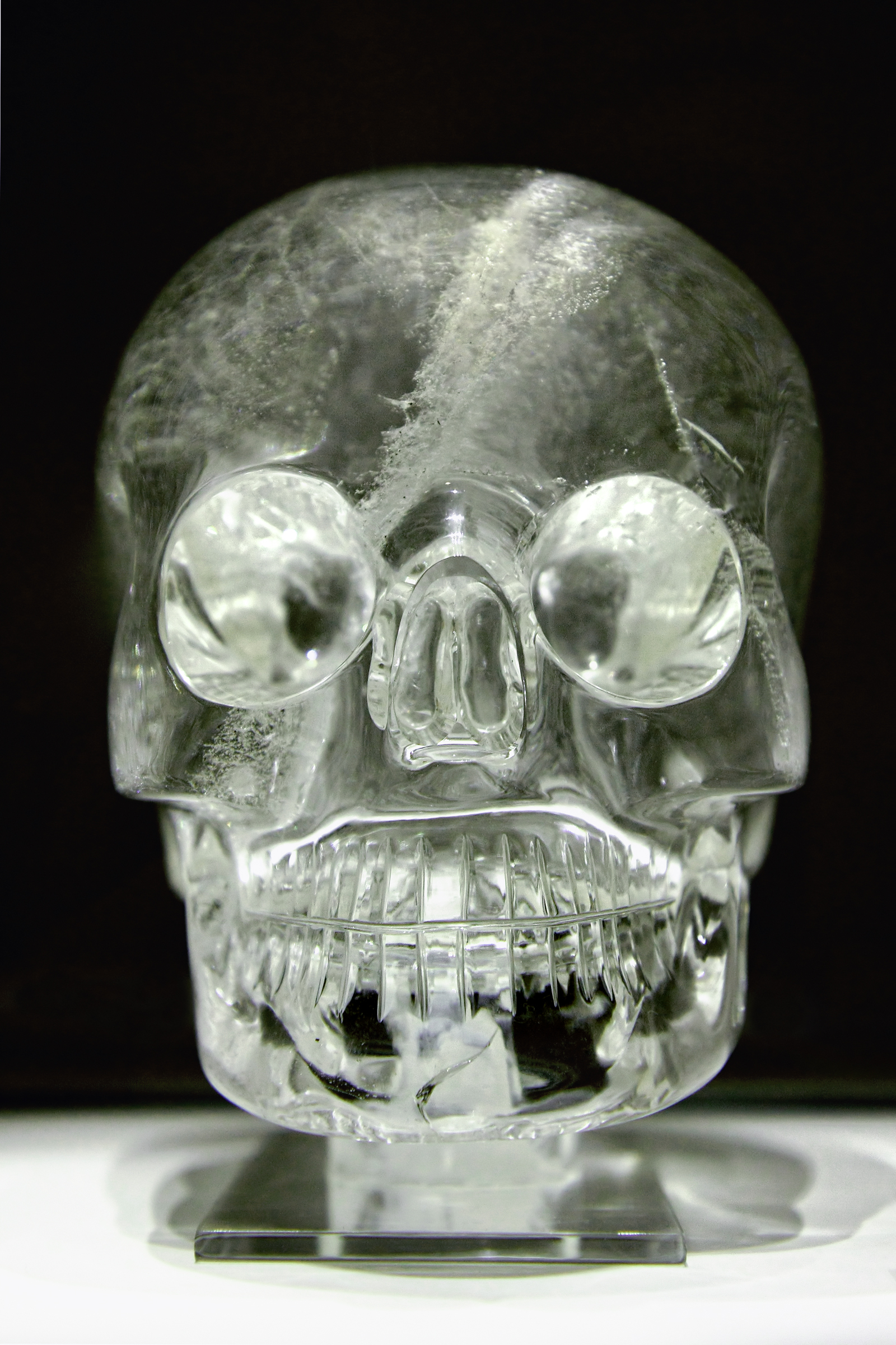
Il teschio di cristallo esposto al British Museum (ref), di dimensioni simili al più dettagliato teschio di Mitchell-Hedges.

Un teschio di cristallo è una rappresentazione di un teschio umano ricavata da blocchi di cristallo di quarzo trasparente o altri tipi di quarzo.
Alcuni di questi manufatti furono dichiarati reperti archeologici mesoamericani precolombiani dai loro pretesi scopritori. Nessuno degli esemplari resi disponibili per studi scientifici è stato tuttavia autenticato come di origine precolombiana. I risultati di questi studi dimostrano che erano stati realizzati alla metà dell'Ottocento e in periodi successivi, quasi certamente in Europa. Malgrado varie opere di letteratura popolare lascino intendere il contrario, le leggende sui teschi di cristallo non sono presenti nelle mitologie dei popoli mesoamericani o di altri nativi americani.
Da alcuni appartenenti del movimento New Age sono stati attribuiti ai teschi fenomeni paranormali, come anche in varie opere di fantasia; tra queste rappresentazioni, quella del film del 2008 Indiana Jones e il regno del teschio di cristallo. I teschi di cristallo sono apparsi in serie televisive di fantascienza, romanzi, fumetti, e videogiochi. Nuovi teschi ricavati dal cristallo vengono prodotti e venduti regolarmente.

## Storia

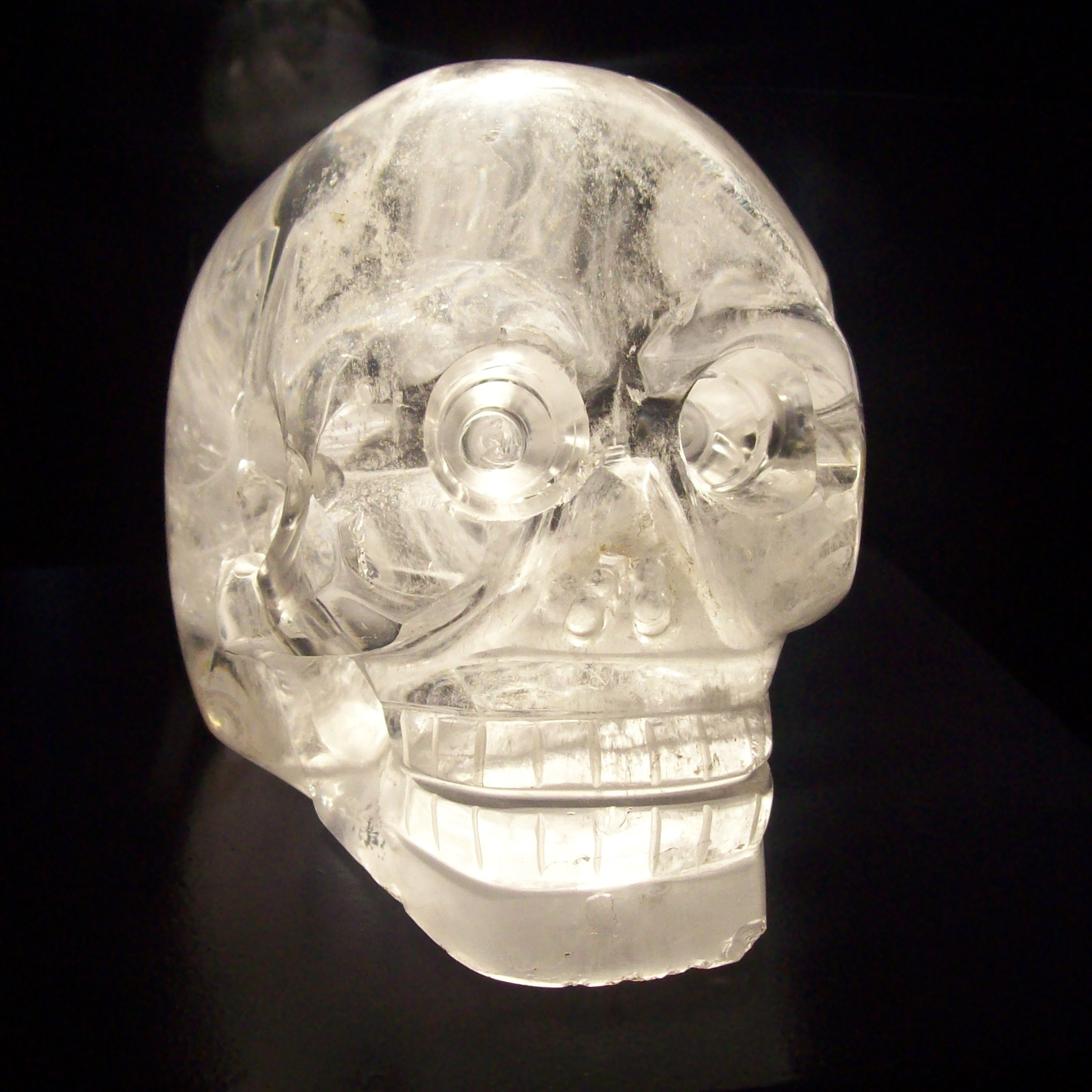
Teschio di cristallo al Musée du quai Branly, Parigi, attualmente ritirato dall'esposizione.

I primi teschi di cristallo compaiono sulla scena nell'Ottocento. Il British Museum ne possiede uno dal 1897. Anche la Smithsonian Institution ha un teschio, donato ad essa nel 1992. Nessun teschio di cristallo proviene da scavi documentati.
Tra i teschi posseduti da privati, è particolarmente famoso il teschio "Mitchell-Hedges". Secondo il racconto di Frederick Albert Mitchell-Hedges e della figlia adottiva Anna sarebbe stato trovato negli anni venti del XX secolo in una spedizione a Lubaantún, nell'Honduras Britannico (attuale Belize). Non vi è però traccia della scoperta del teschio nei resoconti della spedizione ed è dubbio anche che Anna vi abbia preso parte. Inoltre la ricercatrice Jane Maclaren Walsh ha scoperto che negli anni quaranta Mitchell-Hedges acquistò un teschio di cristallo.

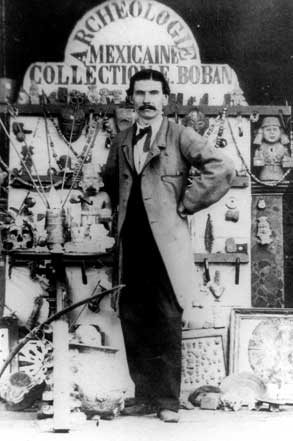
Eugène Boban o Boban-Duvergé (1834–1908), antiquario francese

Tra i più noti teschi di cristallo ci sono quelli chiamati "Max" e "Sha Na Ra". "Max", di proprietà dei coniugi Parks, sarebbe stato trovato in Guatemala negli anni Venti, ma anche in questo caso non c'è alcuna documentazione a sostegno di tale affermazione. "Sha Na Ra" sarebbe stato trovato in Messico da Nick Nocerino, personaggio televisivo autodefinitosi "esperto di teschi di cristallo". Nocerino non rivelò mai l'origine del ritrovamento, giustificandosi con l'attribuire la riservatezza a presunte "questioni di sicurezza per il personale coinvolto, a causa della situazione politica messicana". Né i teschi, né gli altri oggetti che Nocerino avrebbe rinvenuto, sono mai stati sottoposti ad analisi indipendenti.
Negli anni ottanta, sull'onda della moda lanciata dalle pubblicazioni su questi manufatti, comparvero numerosi altri teschi, dal Texas a Los Angeles; ad alcuni di questi venivano attribuite origini avventurose o poteri taumaturgici, ma di nessuno di questi si è potuta provare l'autenticità (mentre alcuni sono risultati veri e propri tentativi di truffa). Secondo i cultori dei teschi di cristallo, di tali oggetti si parlerebbe nelle tradizioni dei Maya e di altre culture native americane, ma queste asserzioni sono da ascrivere piuttosto ad un folclore degli ultimi decenni applicato retrospettivamente.
Nel 1970 il teschio Mitchell-Hedges venne affidato al laboratorio della Hewlett-Packard, guidato da Frank Dorland, in quanto centro di eccellenza per la ricerca sui cristalli. I risultati vennero pubblicati in un articolo dal titolo "history or hokum?" dove il secondo termine possiamo tradurlo con "nonsenso". In esso risulta soltanto che sia stato scolpito in un blocco unico di materiale e ne ha stabilito esclusivamente la tecnica di lavorazione, ritenuta compatibile con un'origine precolombiana del manufatto. L'articolo conclude che si tratti di un bellissimo pezzo artistico, ma che non ci sia modo di datarlo. Non risponde inoltre a verità che "gli scienziati affermarono alla fine della analisi che il teschio sembrava essere stato scolpito con un moderno laser o con ceselli di precisione". Da notare che gli impieghi ablativi del laser si sarebbero avuti solo negli anni novanta.
Nel 1996 i teschi del British Museum e della Smithsonian Institution sono stati sottoposti ad analisi presso il British Museum, rivelando segni di lavorazione con strumenti disponibili nell'Europa della seconda metà dell'Ottocento. Anche questo elemento suggerisce che si tratti di falsi fabbricati in tale periodo. In quell'occasione erano stati portati anche i teschi "Max" e "Sha Na Ra" (mentre Anna Mitchell Hedges aveva rifiutato di portare il suo), ma il British Museum, in applicazione della propria norma di non fornire valutazioni su oggetti provenienti da collezioni private, non ha espresso alcun giudizio su di essi.
In passato, intorno al teschio inglese si erano catalizzati racconti folcloristici quanto infondati, che suggerivano che il teschio si muovesse all'interno della teca. Anche il fatto che il teschio fosse stato rimosso dall'esposizione aperta al pubblico è una leggenda urbana: il teschio è oggi esposto all'interno della prima sala dell'ala sinistra, sul lato sinistro della parete dove si apre la porta d'ingresso.
In particolare, per l'esemplare esaminato, si è riusciti a risalire ad una probabile origine tedesca della lavorazione, mentre la roccia cristallina è di origine brasiliana. Ricerche documentali negli scritti relativi alle collezioni del museo, hanno portato a identificare nell'antiquario francese Eugène Boban l'organizzatore di questo traffico di falsi. 
Altri teschi furono analizzati insieme a quello del British, tra cui quelli di Nocerino e quelli americani. Nessuno di questi teschi aveva evidenze che potessero supportare una presunta antichità, mentre anzi le probabilità spingevano a pensare ad un'origine molto più moderna.

## Filmografia
- Alla storia dei teschi è ispirato il film Indiana Jones e il regno del teschio di cristallo (2008).
- Anche nel film The Librarian 2 - Ritorno alle miniere di Re Salomone (2006) è presente un teschio di cristallo.
- La trama della seconda serie animata di American Dragon (2006) è ispirata ai teschi.
- Nel film I predatori di Atlantide (1983) di Ruggero Deodato, il cattivo porta sempre una maschera a forma di teschio di cristallo.
- Nel film La casa di Helen (1987) è presente un teschio di cristallo.
- Nella serie Tv Stargate SG1 (puntata 21, stagione 3, Anno 1999) vi è un episodio dedicato al teschio di cristallo.
- Nella serie Tv A-Team l'episodio ambientato in Australia si intitola Il Teschio DI Cristallo.
- Nel film Il mistero dei teschi di cristallo (Crystal Skulls - 2014).
- Il quinto episodio della serie animata Spriggan è ispirato ai teschi di cristallo.